# Cour suprême de Floride
Pour les articles homonymes, voir Cour suprême.
La Cour suprême de Floride (en anglais Supreme Court of the State of Florida), établie en 1845, est plus haute instance judiciaire de l'État américain de Floride. Elle est composée de sept juges (justices), dont chacun est nommé pour un mandat de six ans. Les juges doivent être des électeurs qualifiés, autorisés à pratiquer le droit en Floride depuis au moins 10 ans, ils doivent se retirer l'année de leurs 70 ans. Tous les deux ans, les juges choisissent un membre de la cour pour servir de juge en chef (Chief Justice).

## Nomination
Lors d'un départ au sein de la cour, trois à six candidats pour chaque poste à repourvoir sont proposés par la Florida Judicial Nominating Commission (commission de nomination judiciaire de Floride) au gouverneur. Celui-ci sélectionne ensuite le candidat de son choix pour devenir juge sans qu'une instance législative n'ait à se prononcer. Après sa nomination, le nouveau juge doit faire face aux citoyens de l'État lors de la première élection générale qui se déroulera plus d'un an après la date de sa nomination initiale. Lors de cette élection, les citoyens décident si le juge peut continuer à siéger à la cour. Si ce n'est pas le cas, le gouverneur nomme un remplaçant que lui propose à nouveau la Florida Judicial Nominating Commission. Après cette première élection, les juges sont soumis à la réélection par le peuple tous les six ans.